# توپولف تو-۱۰۷
توپولف-۱۰۷ (به انگلیسی: Tupolev Tu-107) یک هواگرد ساختِ کارخانهٔ توپولف در کشور اتحاد جماهیر سوسیالیستی شوروی است. این هواگرد برای نخستین بار در ۱۹۵۸ میلادی مورد استفاده قرار گرفت.